# Dyspteris
Dyspteris là một chi bướm đêm thuộc họ Geometridae.

## Các loài
- Dyspteris abortivaria (Herrich-Schäffer, 1855)